# Schutzgemeinschaft Alt-Bamberg

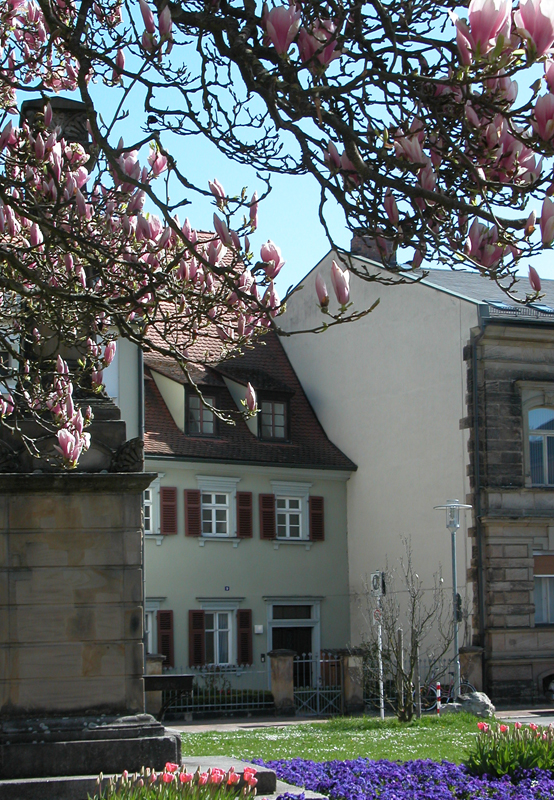
Sitz der Schutzgemeinschaft: Schillerplatz 9

Die Schutzgemeinschaft Alt-Bamberg e. V. ist ein gemeinnütziger Verein, der sich dafür einsetzt, das Stadtbild der Altstadt von Bamberg in seiner Gesamtheit und Wesensart zu erhalten und die Erhaltung, Instandsetzung oder den Wiederaufbau von Bau- und Kulturdenkmälern Bambergs zu fördern. Vorsitzender ist Martin Lorber (Stand 2021).

## Gründung
Der Verein wurde am 27. September 1968 aus Protest gegen den Abbruch des das Stadtbild prägenden Hauses Zum Marienbild am Kaulbergfuß zu Gunsten einer Straßenverbreiterung gegründet. Zum Ersten Vorsitzenden wurde Dr. Victor Harth gewählt, der die Gemeinschaft bis 1986 führte und prägte. Zu den Gründungsmitgliedern und prägenden Persönlichkeiten der Anfangszeit gehörten Werner Hottelmann und Irene Hottelmann-Schmidt (die Ideengeber des Vereins), Nina Schenk Gräfin von Stauffenberg und Gudila Freifrau von Pölnitz, die der Vereinigung Räumlichkeiten in ihrem Anwesen Böttingerhaus zur Verfügung stellte.

## Aktivitäten

### Allgemeines
Von Beginn an hat sich der Verein für die Bewusstseinsbildung in Sachen Denkmalschutz eingesetzt. Gegründet in einer Zeit, als historische Bausubstanz oft noch als wenig bewahrenswert und hinderlich für den Autoverkehr und die moderne Entwicklung einer Stadt gesehen wurde, trug die Schutzgemeinschaft mit fantasievollen Aktionen zum wachsenden Verständnis für das Thema bei. So wurden in den 1970er und 1980er Jahren, Protestaktionen, Podiumsdiskussionen, Jugendfestivals und Flohmärkte organisiert. Heute gehört die Altstadt von Bamberg zum Weltkulturerbe der UNESCO und die Bewahrung des baulichen Erbes erfährt breite Unterstützung der Bevölkerung und der Lokalpolitik.
Zweimal jährlich gibt die Schutzgemeinschaft das Denkmalmagazin DenkMalWeiter heraus, informiert über die aktuelle Entwicklung der Denkmalpflege in der Stadt und die Aktivitäten des Vereins.
Der Verein organisiert Veranstaltungen, Ausstellungen, Referate und Führungen zum Thema Stadtentwicklung und Denkmalschutz und gibt Betroffenen Rat. Zu den traditionsreichen Aktivitäten gehören auch die Spaziergänge, die zu gefährdeten oder geretteten Denkmälern im Stadtgebiet Bambergs führten.
Das aufwändigste Projekt der letzten Jahre war die Auflistung der über 2000 Denkmäler Bambergs in einer Internetseite Denkmal-Bamberg.de. Die Seite lässt sich sowohl stationär, als auch mobil nutzen und kann so mit Hilfe von GPS bei einem Aufenthalt in Bamberg Informationen zu den Denkmälern der Umgebung liefern.
Als Träger öffentlicher Belange nimmt die Schutzgemeinschaft Stellung zu Bauleitplanungen im Stadtensemble Bamberg. Es besteht aktiver Austausch mit Vertretern der Lehrstühle der Denkmalpflege an der Universität Bamberg, dem Welterbezentrum Bamberg, den anderen Bürgervereinen der Stadt, dem Denkmalnetz Bayern und mit Vertretern der Lokalpolitik. Der Verein legt dabei Wert auf seine Überparteilichkeit.
In den letzten Jahren engagierte sich der Verein in Kooperation mit anderen Vereinen und Einrichtungen bei der Aufdeckung verschwenderischen Umgangs mit öffentlichen Geldern, besonders bei der Sanierung öffentlicher Prestigedenkmäler, da häufig „kaputtsaniert“ wird und viel erhaltenswerte Substanz unwiderruflich verloren geht. Auch die Spekulation mit Denkmälern gehört zu den aktuellen Problemfeldern.

### Erfolge
Der Verein konnte bereits zur Rettung verschiedener vom Abriss bedrohter Denkmäler beitragen. Bereits zu Beginn der 1970er Jahre bewahrte die Anregung die Villa Wassermann als ersten historistischen Bau Bambergs unter Denkmalschutz zu stellen, das ehemalige Bankhaus vor dem Abbruch. In den 1980er Jahren setzte er sich erfolgreich für das Elektrizitätswerk und die Alte Chirurgie ein, beides Werke des bedeutenden Architekten Hans Erlwein, die für Wohnbebauung bzw. einem Parkplatz weichen sollten. Heute beherbergen sie die Volkshochschule und das Stadtarchiv. Weitere Beiträge zur Bewahrung des Stadtbilds sind die Schleusenwärtergehilfenhäuser am Mühlwörth und das Schleusenwärterhaus auf der Erbainsel auf dem Gelände der Landesgartenschau Bamberg 2012, das Hotel Deutsches Haus (heute Stadtbücherei). Die jüngsten Einsätze galten mehreren Gebäuden der Lagarde-Kaserne und dem Haus zum Schlüssel in der Oberen Sandstraße.
Die Schutzgemeinschaft trägt auch selbst aktiv zur Bewahrung bei, etwa bei der Restaurierung eines barocken Pavillons im Terrassengarten von Kloster Michelsberg, der durch Vandalismus beschädigten Sphinxfiguren am Musikpavillon im Bamberger Hain oder die Erneuerung eines durch Verwitterung bedrohten Wappensteins an der Mauer des Rhein-Donau-Kanals. 1984 wurde mit dem Erwerb des Hauses Schillerplatz 9 ein eigenes Domizil denkmalgerecht hergerichtet und bezogen.
2019 wurde dem Verein das kleinste Wohnhaus Bambergs (Oberer Kaulberg 31) geschenkt, ein Gebäude aus dem Jahr 1728 mit ca. 20 m² Wohnfläche, das nun saniert werden soll.

### Ingo-Fessmann-Preis
Jährlich wird der Ingo-Fessmann-Preis für die vorbildliche Sicherung erhaltenswerter baulicher Details im Bamberger Stadtbild verliehen, so z. B. 2009 für den restaurierten Ausleger der ehemaligen Brauerei Zum Pfau in der Oberen Königstraße. Unter den Preisträgern sind auch die Eigentümer für die vorbildliche, denkmalgerechte Sanierung des Aufseßhöfleins, eines barocken Lust- und Gartenschlösschens in der Bamberger Nordflur, vermutlich nach Plänen von Johann Dientzenhofer erbaut.